# Tonalità di blu
|                                  |                  |         | sRGB | sRGB | sRGB | CMYK | CMYK | CMYK | CMYK | HSV  | HSV  | HSV  | |
| Nome del colore                  | Rappresentazione | HEX     | R    | G    | B    | C    | M    | Y    | K    | H    | S    | V    | Descrizione |
| -------------------------------- | ---------------- | ------- | ---- | ---- | ---- | ---- | ---- | ---- | ---- | ---- | ---- | ---- | --- |
| Blu (in HTML "Blue")             |                  | #0000FF | 0    | 0    | 255  | 100  | 100  | 0    | 0    | 240° | 100% | 100% | Codifica HTML di un particolare colore "blu" accettata dai moderni browser. |
| Acqua                            |                  | #00FFFF | 0    | 255  | 255  | 100  | 0    | 0    | 0    | 180° | 100% | 100% | Variante del ciano, usato prevalentemente dai graphic designers ed altre figure professionali legate all'informatica, come i web designer. |
| Avio                             |                  | #5D8AA8 | 93   | 138  | 168  | 44   | 17   | 0    | 34   | 203° | 44%  | 65%  | Gradazione di azzurro spento con sottotono grigio. Il nome si riferisce al colore delle uniformi degli aviatori. |
| Blu elettrico                    |                  | #003399 | 0    | 51   | 153  | 100  | 66   | 0    | 40   | 220° | 100% | 60%  | Il blu elettrico è la rappresentazione del colore del lampo. Prende il nome dal bagliore di aria ionizzata prodotto da scariche elettriche. |
| Blu fiordaliso (cornflower blue) |                  | #6495ED | 100  | 149  | 237  | 57   | 37   | 0    | 7    | 218° | 57%  | 92%  | Prende il suo nome dal fiore Centaurea cyanus, meglio conosciuto come fiordaliso, è uno dei pochi fiori realmente blu, dato che normalmente i fiori definiti così sono in realtà violacei o tendenti al grigio. |
| Blu fiordaliso chiaro            |                  | #93CCEA | 147  | 204  | 234  | 37   | 12   | 0    | 8    | 200° | 37%  | 91%  | Variante del blu fiordaliso, creato dalla Crayola. |
| Azzurro fiordaliso               |                  | #ABCDEF | 171  | 205  | 239  | 28   | 14   | 0    | 6    | 209° | 28%  | 93%  | Variante del blu fiordaliso |
| Azzurro pastello                 |                  | #AFEEEE | 175  | 238  | 238  | 26   | 0    | 0    | 6    | 180° | 26%  | 93%  | Equivalente in altre lingue (francese, inglese) al paleturquois, una gradazione più chiara del turchese. |
| Blu acciaio                      |                  | #4682b4 | 70   | 130  | 180  | 61   | 27   | 0    | 29   | 207° | 61%  | 70%  | Prende il nome dall'acciaio. Ricorda l'acciaio bluito. |
| Blu alice (aliceblue)            |                  | #F0F8FF | 240  | 248  | 255  | 5    | 2    | 0    | 0    | 207° | 5%   | 100% | Creato da Alice Roosevelt Longworth, figlia di Theodore Roosevelt, da cui prende il nome. Il colore è usato dalla marina militare statunitense per le insegne e i vessilli dedicati a Theodore Roosevelt. |
| Blu Bondi                        |                  | #0095B6 | 0    | 149  | 182  | 100  | 18   | 0    | 28   | 190° | 100% | 71%  | Creato da Apple per il computer iMac originale. È stato chiamato così per il colore dell'acqua sulla spiaggia di Bondi Beach, a Sydney, Australia. |
| Blu Dodger (dodgerblue)          |                  | #1E90FF | 30   | 144  | 255  | 88   | 43   | 0    | 0    | 209° | 88%  | 100% | Il nome deriva dal colore dell'uniforme della squadra di baseball dei Los Angeles Dodgers. Il nome è citato nella canzone Cabron dei Red Hot Chili Peppers ("I see you in the park / You're always wearing Dodger Blue" - "Ti vedo nel parco / sei sempre vestito di Blu Dodger).                                                 |
| Blu notte                        |                  | #191970 | 25   | 25   | 112  | 77   | 77   | 0    | 56   | 240° | 77%  | 43%  | Si tratta di un colore web, molto utilizzato in internet. |
| Blu notte scuro                  |                  | #003366 | 0    | 51   | 102  | 100  | 50   | 0    | 60   | 210° | 100% | 40%  | È un colore inventato dalla Crayola. |
| Blu pavone                       |                  | #004958 | 0    | 73   | 88   | 100  | 17   | 0    | 65   | 190° | 100% | 34%  | Si tratta di una gradazione di blu che tende al grigio. |
| Blu pavone profondo              |                  | #008699 | 0    | 134  | 153  | 100  | 12   | 0    | 40   | 187° | 100% | 60%  | Variante del blu pavone |
| Blu polvere                      |                  | #B0E0E6 | 176  | 224  | 230  | 23   | 2    | 0    | 9    | 186° | 23%  | 90%  | |
| Blu polvere scuro (o "smalto")   |                  | #003399 | 0    | 51   | 153  | 100  | 66   | 0    | 40   | 220° | 100% | 60%  | Il termine originale "blu polvere" si riferiva allo smalto, un prodotto a base di polvere di vetro utilizzato nel lavaggio della biancheria. |
| Blu scuro                        |                  | #00008B | 0    | 0    | 139  | 100  | 100  | 0    | 45   | 240° | 100% | 54%  | |
| Blu medio                        |                  | #0000CD | 0    | 0    | 205  | 100  | 100  | 0    | 19   | 240° | 100% | 80%  | |
| Zaffiro                          |                  | #082567 | 8    | 37   | 103  | 92   | 64   | 0    | 59   | 221° | 92%  | 40%  | Tonalità che assomiglia a quello della gemma omonima, anche se, nel caso della gemma, è possibile riscontrare una varietà più ampia di gradazioni. Nell'uso moderno "zaffiro" è riferito ad un blu molto profondo, ma nel secolo scorso il termine si riferiva ad una tonalità di blu molto pallida, simile all'attuale pervinca. |